# Shemurat Naẖal Sharakh
Shemurat Naẖal Sharakh (hebreiska: שמורת נחל שרך) är ett naturreservat i Israel.   Det ligger i distriktet Norra distriktet, i den norra delen av landet.